# Corinaldo
Corinaldo là một thị xã ở tỉnh Ancona, vùng Marche của Italia. Thị xã này có 5.187 dân. Thị xã này nổi tiếng với các tường thành thế kỷ 14 được bảo tồn tốt, là nơi sinh của Thánh Maria Goretti. Thị xã này cũng nổi tiếng về lễ hội Các Thánh vào tháng 10.